# Mobile Suit Gundam: EX Revue
Mobile Suit Gundam: EX Revue (機動戦士ガンダム：EX-REVUE) est un jeu vidéo de combat développé par Bandai et édité par Banpresto en 1994 uniquement sur système d'arcade Seta 2nd Generation. C'est la troisième adaptation en jeu vidéo de la série en arcade basée sur l'anime Mobile Suit Gundam,.